# Ted Wilde
Ted Wilde (New York, 16 dicembre 1889 – Los Angeles, 17 dicembre 1929) è stato un regista statunitense.
Fu stretto collaboratore di Harold Lloyd, candidato al Premio Oscar per la regia nel 1929, anno della sua morte, per A rotta di collo (Speedy).

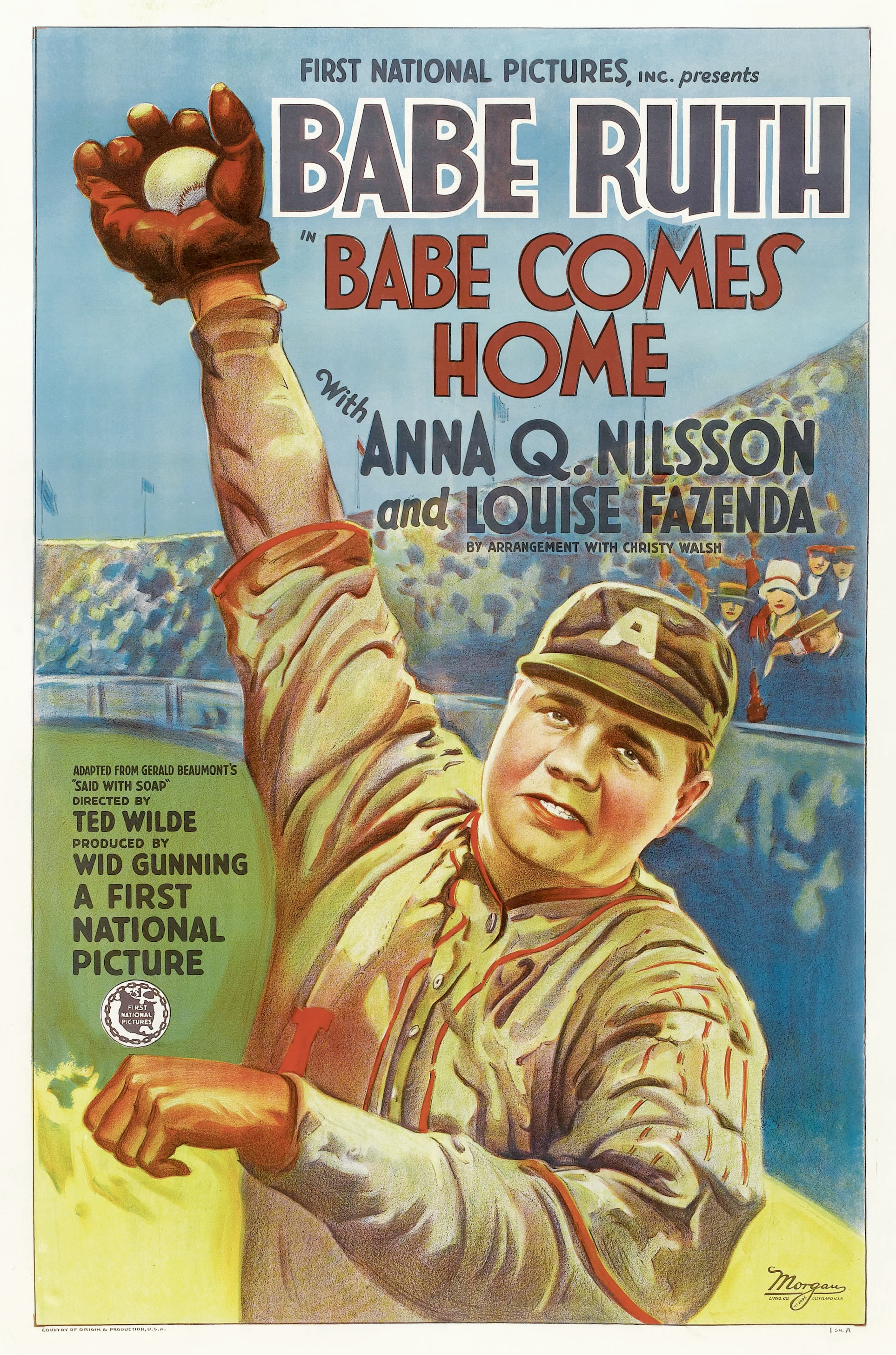
Il poster del film Babe Comes Home (1927)

## Filmografia

### Regista
- Battling Orioles (1924)
- The Goofy Age (1924)
- A Sailor Papa (1925)
- The Haunted Honeymoon (1925)
- Il fratello minore (The Kid Brother) (1927)
- Babe Comes Home (1927)
- A rotta di collo (Speedy) (1928)
- Loose Ankles (postumo) (1930)
- Clancy in Wall Street (postumo) (1930)

### Sceneggiatore
- Tutte e nessuna (Girl Shy), regia di Fred C. Newmeyer e Sam Taylor - soggetto (1924)
- Il re degli straccioni (For Heaven's Sake), regia di Sam Taylor (1926)